# Ana Colovic Lesoska
Ana Colovic Lesoska (c. 1979) es una bióloga macedonia.

## Biografía y trayectoria
En 2011 comenzó una campaña contra la construcción de diques para la producción de energía hidroeléctrica en el Mavrovo parque nacional, con el fin de salvaguardar las especies amenazadas, incluyendo el lince balcánico. Esto llevó a la retirada de los préstamos del Banco Mundial y el Banco europeo para Reconstrucción y Desarrollo (EBRD), convenciendo al gobierno de Macedonia del Norte de suspender las obras de las presas en el parque nacional. 
La bióloga Colovic Lesoska, oyó hablar en 2010 de los planes para crear instalaciones hidroeléctricas en Mavrovo. Entre ellas, la presa de Boškov Most, de 33 metros de alturay la presa de Lukovo Pole, de 70 metros de altura. Como directora ejecutiva del centro de investigación medioambiental macedonio Eko-svest, en colaboración con otras ONG y activistas, lanzó la campaña "Salvar Mavrovo". En noviembre de 2011, presentó una queja ante el ERBD, explicando que  habían aprobado un préstamo para el proyecto Boškov Mostsin sin realizar la evaluación de biodiversidad requerida. Animó a las embajadas con representantes en el consejo de administración del EBRD a presionar para poner fin a la financiación. Una petición que lanzó instando al gobierno, al ERBD y el Banco Mundial para poner fin a esos proyectos consiguió cerca de 100 000 firmas.

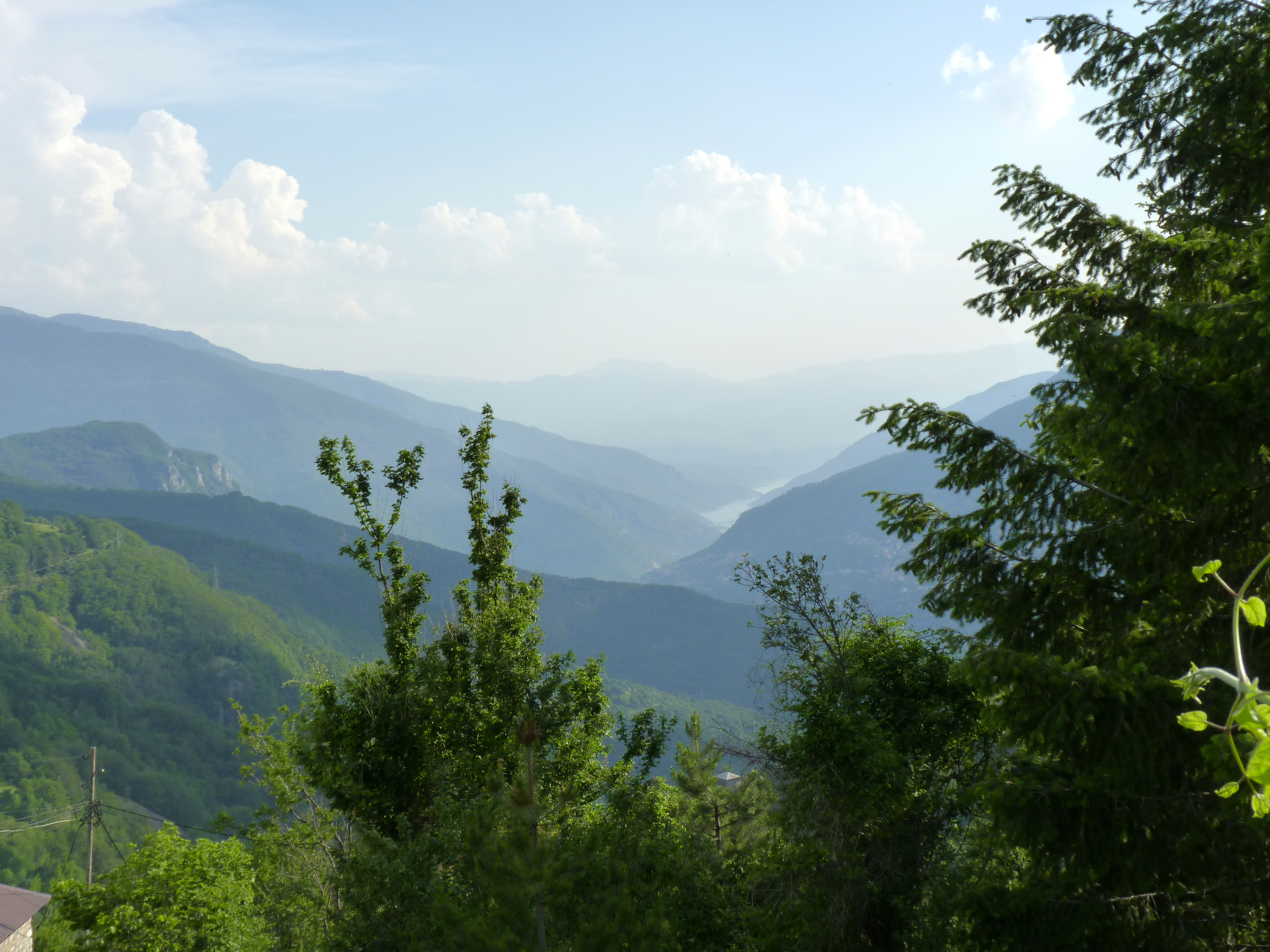
Mavrovo Parque nacional

En 2013, presentó una queja ante el Convenio de Berna sobre la conservación de la vida silvestre y los hábitats naturales europeos, explicando que el proyecto hidroeléctrico de Boškov Most "podría tener un impacto negativo decisivo en el lince". En diciembre de 2015, el Convenio de Berna ordenó al ERBD y al Banco Mundial suspender la financiación ya que el proyecto podría tener "un impacto negativo decisivo sobre el lince". El Banco Mundial retiró inmediatamente la financiación y, el mes de mayo siguiente, una decisión judicial anuló el permiso medioambiental del proyecto Boškov Most. En enero de 2017, el BERD canceló la financiación.

## Premios
En reconocimiento a sus esfuerzos y logros, en abril de 2019 Ana Colovic Lesoska fue una de las seis personas galardonada con el Premio medioambiental Goldman. Fue la primera vez que se concedió este premio a Macedonia del Norte.